# Auguste Rodin (Film)
Auguste Rodin ist eine französische Filmbiografie von Jacques Doillon aus dem Jahr 2017.

## Handlung
Im Jahr 1880 erhält Auguste Rodin vom französischen Staat den Auftrag, ein Bronzeportal für das Musée des Arts Décoratifs in Paris zu entwerfen – er entwirft Das Höllentor, ein Großprojekt, an dem er von nun an arbeiten wird. Einzelne Aspekte seines Auftrags bespricht er im Atelier mit Camille Claudel, seiner Schülerin und späteren Geliebten. Episoden aus Rodins Arbeitsleben folgen aufeinander: seine Arbeit an der Büste Victor Hugos, der ihn aus seinem Anwesen wirft, als das Porträt seiner Meinung nach fertig ist; die Ablehnung seines Werks Die Bürger von Calais durch die Fachwelt und Öffentlichkeit; erste Arbeiten am Monument à Balzac, für das ihn ein Kutscher mit Balzacs Statur Modell steht.
Nach einigen Jahren kommt es zur Krise in der Beziehung mit Camille Claudel, die endlich klare Verhältnisse will. Da sie glaubt, dass sich Rodin nicht von seiner langjährigen Partnerin Rose trennen wird, setzt sie ihn unter Druck: Er willigt schriftlich ein, sie als einzige Schülerin im Atelier zu behalten, sie seinen Kunden zu empfehlen, sie mit auf seine nächste Reise nach Italien zu nehmen und anschließend zu heiraten. Nicht zuletzt willigt er ein, ihr treu zu sein. Seine Beteuerungen halten nicht lange; Camille reist nach England, wo sie länger Zeit arbeitet; Rodin vermisst sie sehr. Mit Jessie Lipscomb kehrt Camille Claudel schließlich nach Frankreich zurück und arbeitet wieder in Rodins Atelier. Es kommt zur Konfrontation mit Rodins langjähriger Partnerin Rose, die eifersüchtig auf Camille Claudel ist. Diese wird von Rodin schwanger und lässt das Kind abtreiben.
Rodin stellt sein Monument à Balzac fertig, das den Dichter nackt mit Bierbauch zeigt. Die Kritiker sind entsetzt; Rodin arbeitet weiter am Werk und hüllt Bazac schließlich in einen Mantel. Das Verhältnis zu Camille Claudel verschlechtert sich weiter, bis sie sich schließlich aus seinem Atelier zurückzieht. Rodin lässt sich in Meudon nieder und versucht in den folgenden Jahren, Camille Claudel zu vergessen. Als er erfährt, dass es ihr finanziell schlecht geht, unterstützt er sie heimlich finanziell und veranlasst, dass ihre Werke bevorzugt ausgestellt werden. In der Galerie E. Blot besucht er eine Ausstellung Camille Claudels, ohne sie jedoch zu sehen.
In späteren Jahren entdeckt er das „blinde Skizzieren“ für sich, seinen Modellen gibt er keine Posen mehr vor, sondern malt, was er sieht, ohne den Blick von den Modellen zu lassen. Nach wie vor verfeinert er sein Monument à Balzac und lässt das fertige Werk schließlich von Edward Steichen fotografisch in Szene setzen. Das Monument à Balzac wird im Jahr 2017 im Hakone-Open-Air-Museum gezeigt. Per Einblendung wird mitgeteilt, dass das Werk für Constantin Brâncuși und andere der Ausgangspunkt moderner Skulptur war.

## Produktion

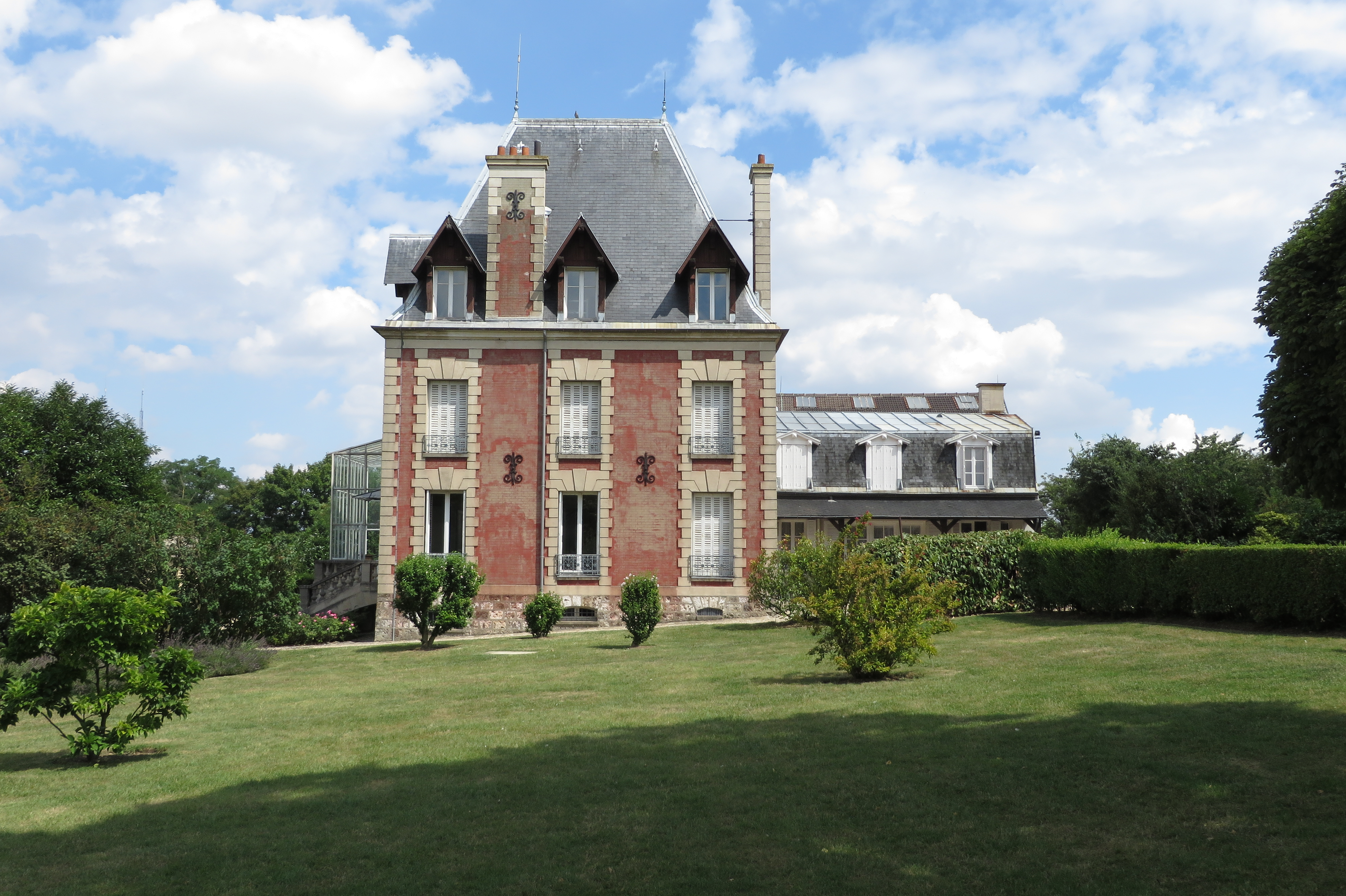
Musée Rodin de Meudon, ein Drehort des Films

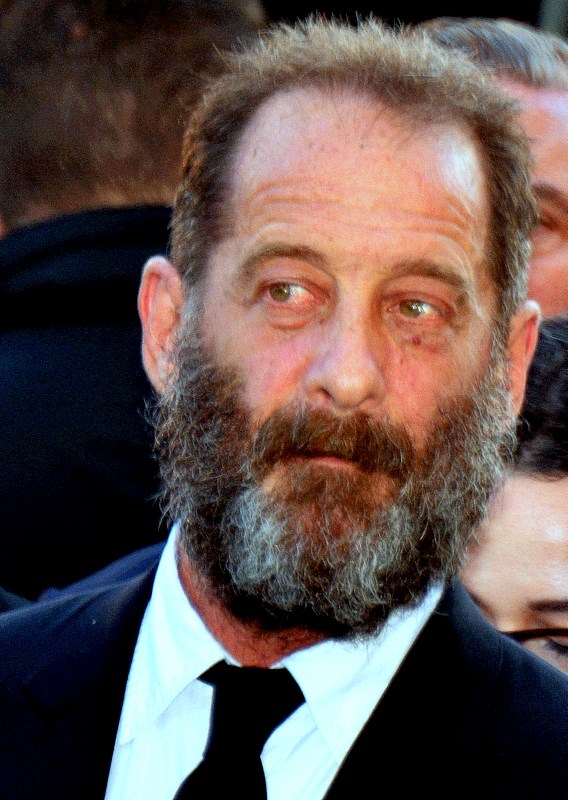
Vincent Lindon mit Rodin-Bart in Cannes 2016, kurz vor Beginn der Dreharbeiten

Auguste Rodin war der 28. Spielfilm, bei dem Jacques Doillon Regie führte. Anlass für die Beschäftigung mit Rodin war dessen 100. Todestag im November 2017, wobei Doillon ursprünglich angefragt wurde, ob er einen Dokumentarfilm zu Rodin umsetzen wolle. Er entschied sich jedoch für einen weitgehend fiktiven Spielfilm.
Der Film wurde von Mai bis Juli 2016 in Frankreich und Japan gedreht. Drehorte waren unter anderem Paris, die Kathedrale von Chartres, das Schloss Azay-le-Rideau in Azay-le-Rideau, das Musée Rodin de Meudon und das Hakone-Open-Air-Museum. Die Kostüme schuf Pascaline Chavanne, die Filmbauten stammen von Katia Wyszkop.
Auguste Rodin erlebte am 24. Mai 2017 im Rahmen der Internationalen Filmfestspiele von Cannes seine Premiere und lief am selben Tag in den französischen Kinos an. Am 28. Juni 2017 lief der Film auf dem Filmfest München und kam am 31. August 2017 in die deutschen Kinos.

## Synchronisation
| Rolle            | Darsteller       | Synchronsprecher    |
| ---------------- | ---------------- | ------------------- |
| August Rodin     | Vincent Lindon   | Thomas Balou Martin |
| Camille Claudel  | Izïa Higelin     | Rubina Nath         |
| Rose Beuret      | Séverine Caneele | Marie Bierstedt     |
| Gwen Mary John   | Olivia Baes      | Lina Rabea Mohr     |
| Jessie           | Lea Jackson      | Maria Sumner        |
| Sophie Postolska | Magdalena Malina | Julia Kaufmann      |
| Eugène Blot      | Maxence Tual     | Ulrich Blöcher      |
| Ambroise Vollard | Pascal Casanova  | Helmut Gauß         |

## Auszeichnungen
Auguste Rodin lief in Cannes 2017 im Wettbewerb um die Goldene Palme.